# Dune: Prophecy (soundtrack)
Dune: Prophecy is de originele soundtrack, gecomponeerd door Volker Bertelmann voor de sciencefictionserie Dune: Prophecy uit 2024 van HBO. Het album werd in twee delen uitgebracht door Milan Records op 15 november 2024 en 6 december 2024. Het eerste album verscheen twee dagen voor de release van de eerste aflevering in de Verenigde Staten.
Op de muziekstreamingdiensten worden de twee delen ook aangeboden als een dubbelalbum met vijfenvijftig tracks.

## Dune: Prophecy (Volume 1)
Dune: Prophecy (Volume 1) is de soundtrack van de originele muziek uit de eerste afleveringen van het eerste seizoen van de HBO-serie, gecomponeerd door Volker Bertelmann.

### Tracklijst
| 1.                 | Main Title                 | 1:32 |
| 2.                 | The Hidden Hand            | 3:22 |
| 3.                 | Sisterhood Choir Ritual    | 1:04 |
| 4.                 | Sisterhood Must Be United  | 2:13 |
| 5.                 | The Funeral                | 5:00 |
| 6.                 | The Lie                    | 2:31 |
| 7.                 | I'm Getting What I Want    | 3:38 |
| 8.                 | You Did This               | 2:35 |
| 9.                 | Your Majesty               | 4:28 |
| 10.                | Chamber Baliset            | 1:10 |
| 11.                | Our Past Always Finds Us   | 7:13 |
| 12.                | End Credits                | 2:15 |
| 13.                | Nighttime                  | 1:46 |
| 14.                | Push and Pull              | 2:32 |
| 15.                | Did I Hurt You             | 2:14 |
| 16.                | Lankiveil                  | 1:51 |
| 17.                | They Are Not Like You      | 5:04 |
| 18.                | That Would Be All          | 1:18 |
| 19.                | Natural Teacher            | 1:54 |
| 20.                | Do What We Must            | 2:47 |
| 21.                | The Course of the Imperium | 1:14 |
| 22.                | The Atreides Clan          | 1:12 |
| 23.                | Willing to Sacrifice       | 1:41 |
| 24.                | Sorceress                  | 1:34 |
| 25.                | Obligated to Follow        | 1:14 |
| 26.                | Initiating Protocol        | 2:33 |
| Totale duur: 65:55 |                            |      |

## Dune: Prophecy (Volume 2)
Dune: Prophecy (Volume 2) is de soundtrack van de originele muziek uit de laatste afleveringen van het eerste seizoen van de HBO-serie, gecomponeerd door Volker Bertelmann.

### Tracklijst
| 1.                 | A Lesser House                 | 1:46 |
| 2.                 | Opening the Inquest            | 1:52 |
| 3.                 | Better to Act                  | 1:28 |
| 4.                 | Be Brave With Me Now           | 1:42 |
| 5.                 | Entering Landsraad             | 1:37 |
| 6.                 | We All Have to Make Sacrifices | 2:01 |
| 7.                 | Through the Atmosphere         | 0:53 |
| 8.                 | Looking for Insurgents         | 1:32 |
| 9.                 | From Mother Superior           | 1:10 |
| 10.                | Where Is Valya                 | 3:05 |
| 11.                | God Created Arrakis            | 4:09 |
| 12.                | You Lied to Us                 | 1:28 |
| 13.                | A Grand Plan                   | 2:39 |
| 14.                | Give It Some Rest              | 4:07 |
| 15.                | I Can Do It                    | 3:08 |
| 16.                | We Have to Act Quickly         | 1:56 |
| 17.                | Lying to Yourself              | 0:45 |
| 18.                | People Are Frightened          | 2:14 |
| 19.                | The Emperor Has Called Upon Me | 2:53 |
| 20.                | Get Her Out of My Sight        | 3:45 |
| 21.                | Drain the Swamp                | 2:23 |
| 22.                | Choose                         | 3:55 |
| 23.                | Of Course She Is               | 1:44 |
| 24.                | The Emperor                    | 1:30 |
| 25.                | The Sisterhood Lost Its Way    | 2:09 |
| 26.                | Spaceport                      | 2:29 |
| 27.                | The Navigator                  | 1:42 |
| 28.                | Arrest Her                     | 2:02 |
| 29.                | Arrakis                        | 1:37 |
| Totale duur: 63:41 |                                |      |

## Personeel
- Volker Bertelmann – baliset, piano en geprepareerde piano[9]
- Karina Buschinger – viool en altviool
- Francesco Fabris – modulaire synthesizer
- Sandro Friedrich – etnische blaasinstrumenten
- Yair Elazar Glotman – contrabas
- Andy Miles – klarinet, basklarinet en contrabasklarinet
- Paul Müller Reyes – baliset, akoestische basgitaar en elektrische gitaar
- Lennart Saathoff – akoestische basgitaar, elektrische gitaar, psalterium en synth-programmering
- Josephine Stephenson – zang
- Laura Totenhagen – zang
- Lambert Windges – percussie
- Ben Winkler – baliset en cello